# Mitchell
 For alternative betydninger, se Mitchell (flertydig). (Se også artikler, som begynder med Mitchell)
Mitchell er en flod i Queensland, Australien.
15°12′08″S 141°35′32″Ø / 15.202202°S 141.592298°Ø